# Мусо Корони Кундье
Му́со Коро́ни Ку́ндъе — в мифологии бамбара — первая женщина, сотворённая богом-творцом Пембой. В пантеоне бамбара она играла сложную роль, аналогичную роли египетской Исиды или греческой Деметры, а после грехопадения — Лилит. Покровительница земледелия, владычица ночи.

## Образ Мусо Корони
Имя Мусо Корони Кундъе означает «маленькая древняя женщина с белой головой»: маленькая (то есть, «младшая») — так как произошла от Пембы; древняя (то есть, «ветхая днями»), так как была эманацией Пембы — равной ему во времени; белая — так как, выйдя из него, была чистой, как он (другое её имя — «Чистая с древней душой»). Согласно мифам, у неё были большие остроконечные уши и «грудь животного» (то есть много сосков), а также хвост. Сотворяя Мусо Корони, Пемба вложил в неё душу — дал дыхание (ни) и создал нематериальный двойник (дья), охрану которого доверил духу Фаро.

## Мифы Мусо Корони
Мусо Корони стала женой Баланзы — земного воплощения Пембы. Словом «баланза» в языке бамбара обозначалось акациевое дерево (Acacia albida); таким образом, первоначально бог-создатель был воплощён в крепкой древесной ветви (pembele). Вступая в связь с pembele, Мусо Корони рождала от него всевозможные растения и животных. По завершении акта творения Мусо Корони воткнула pembele в землю, он пустил корни и стал отцом всех деревьев.
Когда на земле появились человеческие существа, созданные Фаро, Баланза пренебрёг женой и стал вступать в плотскую связь со всеми женщинами. Узнав об этом, Мусо Корони впала в ревнивую ярость, ушла от него и предалась разрушению всего, что ранее было создано. Когда она попыталась вернуться, разгневанный Баланза проклял её и оттолкнул. Тогда Мусо Корони овладело безумие. Она пробежала по небесам и по земным пространствам, всюду втыкая в почву ветки акации, надеясь, что одна из них воплотится в нового Баланзу; измученная воздержанием, она пыталась мастурбировать с помощью этих веток, но покалечилась ими и у неё начались кровотечения. Свою ярость она сорвала на людях: встречая на своём пути человеческие существа, она подвергала их обрезанию (мужчин) и эксцизии (женщин).
Желая отомстить неверному супругу, Мусо Корони открыла людям всё то, что узнала от Пембы и что должно было оставаться в тайне. Её предательство сделало её нечистой; Мусо Корони оскверняла всё, к чему прикасалась — людей, животных, растения, землю. По сути, Мусо Корони нарушила гармонию созидания и впустила в мир зло, внеся в него грех. Пемба и Фаро тщетно преследовали её, чтобы отобрать у неё власть и знания, которыми Пемба в своё время одарил её.
Мусо Корони научила людей земледелию. По её указанию люди стали украшать себя, нанося на лица насечки (3 — для мужчин и 4 — для женщин), чтобы узнавать друг друга. Она покровительствует изучающим мистические практики. Каждый месяц Мусо Корони обретает облик чёрной пантеры, чтобы своими когтями открывать путь женским кровотечениям.